# Francisco Cardona Santa
Francisco Cardona Santa (San Roque, 4 de julio de 1890- Madrid, 22 de febrero de 1967) fue un jurista, profesor y político colombiano, miembro del Partido Liberal Colombiano. 

## Reseña biográfica
Nació en San Roque, en julio de 1890, hijo de Francisco Santa y de Romualda Santa. Estudió Filosofía y Derecho en la Universidad de Antioquia.
Fue senador principal por su Departamento, Representante a la Cámara, Ministro de Gobierno del presidente Enrique Olaya Herrera, gobernador de Antioquia, diputado a la Asamblea de Antioquia en 1917, 1919, 1923 y 1928, concejal de Medellín, miembro del Directorio Liberal de Antioquia convencionista de su partido y profesor universitario.
También colaboró en los periódicos El Correo y El Diario, y fue cofundador en 1951 de la Universidad de Medellín. También fue fundador de la Asociación Colombiana de Mineros.

### Gobernador
Luego de una crisis de gobierno en el departamento de Antioquia, que llevó al gobernador Echeverri y a su gabinete a renunciar en pleno, el presidente López Pumarejo evaluó la posibilidad de designar en ese cargo a su ministro de comercio, Francisco Rodríguez Moya o a los representantes de ese departamento, Pedro Claver Aguirre y Diego Mejía; pero luego de conferenciar con los tres, optó por nombrar a Cardona el 5 de marzo de 1936 mediante decreto 477, y se posesionó hasta el día 16. Designó en su gabinete a Adán Arriaga Andrade como secretario de gobierno y a Luis Guillermo Echeverri como secretario de hacienda.